# Apogonops anomalus
Apogonops anomalus és una espècie de peix pertanyent a la família dels acropomàtids i l'única del gènere Apogonops.

## Descripció
- Pot arribar a fer 15 cm de llargària màxima.
- És de color marró oliva al dors i blanc platejat a la zona ventral.
- 10 espines i 10 radis tous a l'aleta dorsal i 3 espines i 6-7 radis tous a l'anal.
- 25 vèrtebres.[2][3]

## Depredadors
És depredat per Cyttus traversi, Macruronus novaezelandiae i Helicolenus percoides.

## Hàbitat
És un peix d'aigua marina i salabrosa, demersal i de clima subtropical (24°S-44°S i 113°E-155°E) que viu entre 0-600 m de fondària (normalment, entre 100 i 400), el qual ocupa una àmplia gamma d'hàbitats: des d'estuaris fins al talús continental, però és més comú a l'àrea exterior de la plataforma continental i el talús continental superior).

## Distribució geogràfica
És un endemisme d'Austràlia.

## Observacions
És inofensiu per als humans.